# Test ISET
Le test ISET (« Isolation by Size of Epithelial Tumor cells ») est un examen médical visant la détection précoce des cancers par l'isolation des cellules tumorales circulantes dans un échantillon sanguin. Le test met en œuvre un procédé développé par l'INSERM, l'université Paris Descartes et l'Assistance publique - Hôpitaux de Paris (AP-HP) qui a pour but d'isoler la totalité des cellules cancéreuses circulantes présentes dans l'échantillon et de les identifier par une approche cytopathologique.

## Méthode

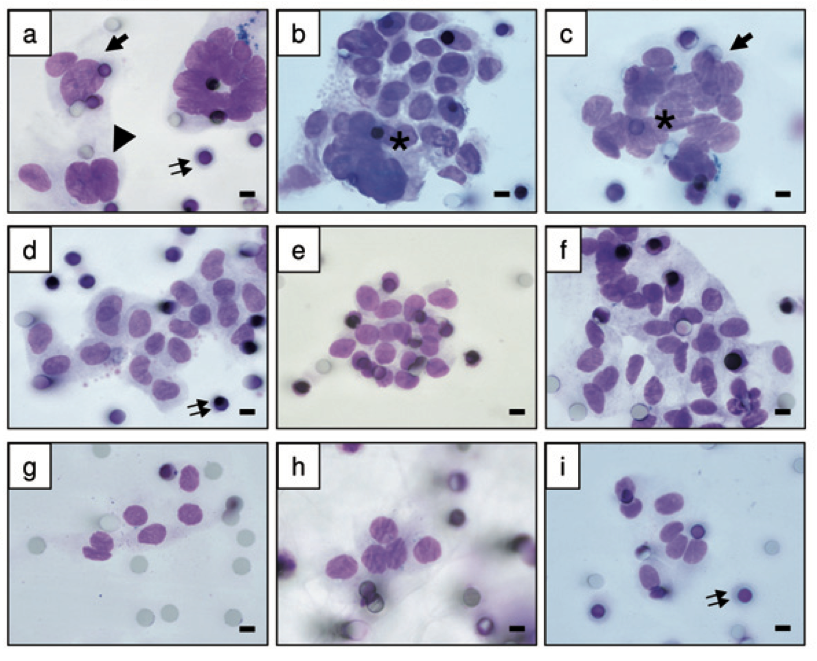
Des cellules cancéreuses circulent dans le sang, tout comme des cellules non cancéreuses. Les cellules tumorales sont marquées d'une flèche ; d'après Hofman, Clinical Cancer Research, 2011 (8) A, b, c : cellules tumorales, d, e, f : cellules atypiques, g, h, i : cellules normales.

La technologie ISET est basée sur le fait que les cellules tumorales provenant de cancers solides de tous types sont de dimension plus grande que les cellules sanguines classiques. Filtrer le sang pour isoler les CTC sans perte ni dommage reste cependant un défi de taille. Le test ISET utilise un appareil ainsi que des filtres spécialement conçus pour éliminer tous les érythrocytes et pratiquement tous les leucocytes de l'échantillon, ce qui rend la mise en œuvre du procédé de cytopathologie plus simple et précise,.

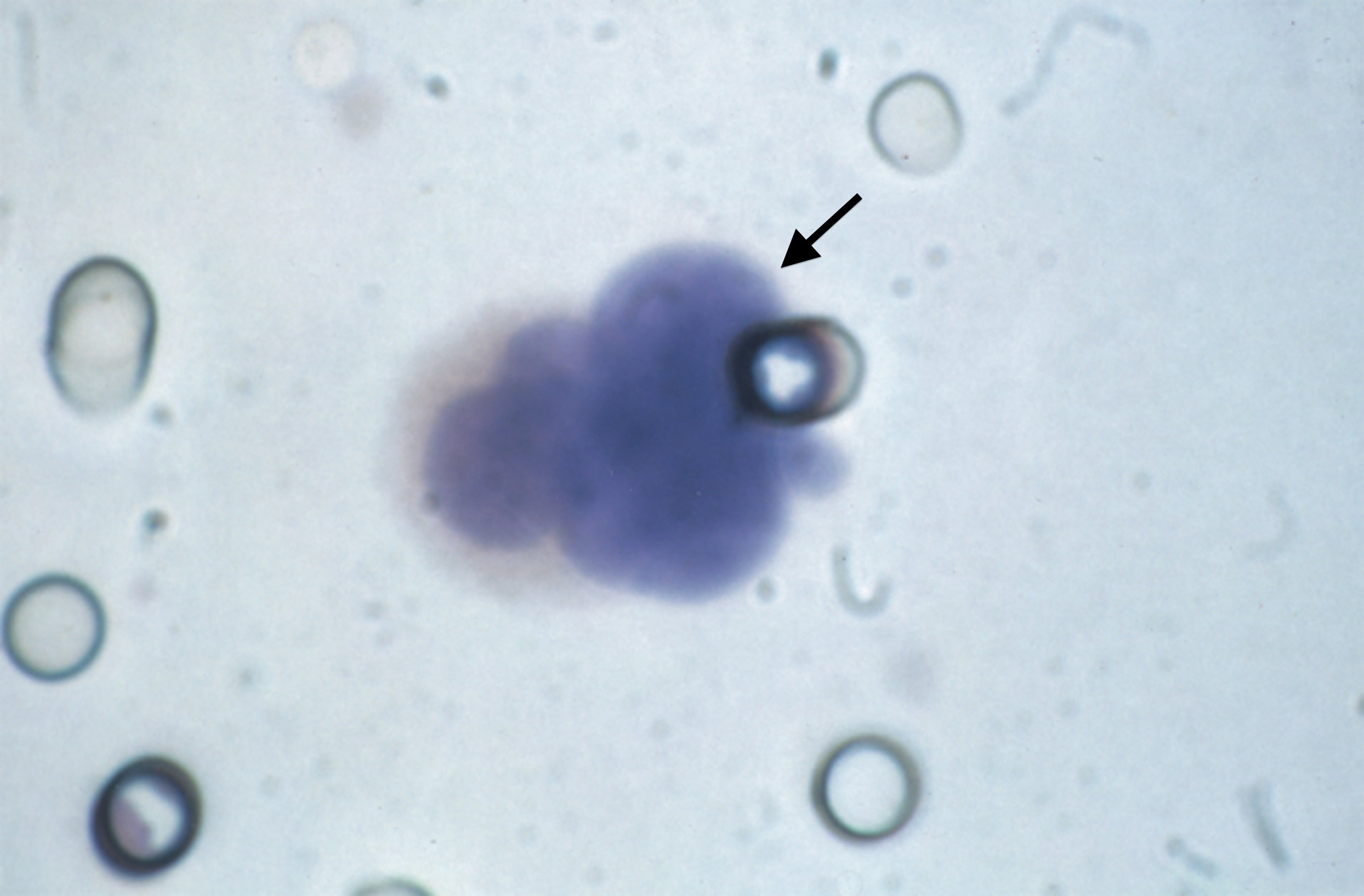
Une cellule tumorale circulante (Flèche) décelée par test ISET (les pores du filtre sont visibles sur cette image).

## Qualité
Du fait que le test ISET est basé sur la cytopathologie (identification visuelle des cellules cancéreuses) plutôt que sur l'utilisation de biomarqueurs, ses développeurs revendiquent un taux de détection de 95 % et un très faible taux de faux résultats positifs. Sur un groupe de 770 patients composé de 569 patients atteints d'un cancer et de 201 sans cancer, le test a permis de détecter 559 cancers dans le groupe des patients avec cancer (10 cancers de la thyroïde ou parathyroïde n'ont pas été détectés, mais ce résultat était attendu). Ce résultat parait toutefois assez surprenant compte tenu du fait l'on produit tous les jours des cellules tumorales circulantes même en l'absence de cancer déclaré. Le test semble surtout avoir un intérêt pour adapter le traitement dans un cancer déclaré afin de connaitre son stade d'évolution (métastases),. 
Le coût du test, 486 €, n'est pas en France remboursé par la Sécurité sociale en 2016.

## Historique
La technologie ISET est annoncée pour la première fois en 2000 dans l'American Journal of Pathology par l'équipe du professeur Patrizia Paterlini-Bréchot. 
De 2005 à 2008, l'appareil mettant en œuvre le procédé ISET est distribué par l'entreprise Metagenex. En 2009, Metagenex rend les licences du procédé ISET à ses développeurs initiaux : l'INSERM, l'Université Paris Descartes et l'AP-HP. Patrizia Paterlini-Bréchot fonde ensuite la société Rarecells qui obtient en 2010 la licence exclusive pour le développement, la production et la distribution du test ISET.

## Articles
- M. Krebs et al., « Analysis of Circulating Tumor Cells in Patients with Non-small Cell Lung Cancer Using Epithelial Marker-Dependent and -Independent Approaches », Journal of Thoracic Oncology, vol. 7, no 2,‎ février 2012, p. 306–315 (DOI 10.1097/jto.0b013e31823c5c16)
- Farace et al., « A Direct Comparison of CellSearch™ and ISET® for Circulating Tumour-Cell Detection in Patients with Metastatic Carcinomas », British Journal of Cancer, vol. 105, no 6,‎ septembre 2011, p. 847–853 (DOI 10.1038/bjc.2011.294)
- L. Khoja et al., « A pilot study to explore circulating tumour cells in pancreatic cancer as a novel biomarker », British Journal of Cancer, vol. 106, no 3,‎ 31 janvier 2012, p. 508–516 (DOI 10.1038/bjc.2011.545)
- L. Khoja et al., « Prevalence and heterogeneity of circulating tumour cells in metastatic cutaneous melanoma », Melanoma Research, vol. 24, no 1,‎ février 2013, p. 40–46 (DOI 10.1097/cmr.0000000000000025)
- V. Hofman et al., « Detection of circulating tumor cells as a prognostic factor in patients undergoing radical surgery for non-small cell lung carcinoma: Comparison of the efficacy of the CellSearch Assay™ and the isolation by size of epithelial tumor cell method® », International Journal of Cancer, vol. 129, no 7,‎ 1er octobre 2011, p. 1651–1660 (DOI 10.1002/ijc.25819)
- E. Pailler et al., « Detection of circulating tumor cells harboring a unique ALK rearrangement in ALK-positive non–small-cell lung cancer », Journal of Clinical Oncology, vol. 31, no 18,‎ 20 juin 2013, p. 2273–2281 (DOI 10.1200/jco.2012.44.5932)
- G. Vona et al., « ISET, Isolation by Size of Epithelial Tumor cells: a new method for isolation, immunomorphological and molecular characterization of circulating tumor cells », American Journal of Pathology, vol. 156, no 1,‎ janvier 2000, p. 57–63
- V. Hofman et al., « Cytopathologic Detection of Circulating Tumor Cells Using the Isolation by Size of Epithelial Tumor Cell Method », American Journal of Clinical Pathology, vol. 135, no 1,‎ janvier 2011, p. 146–156 (DOI 10.1309/ajcp9x8ozbeiqvvi)
- Ilie et al., « “Sentinel” Circulating Tumor Cells Allow Early Diagnosis of Lung Cancer in Patients with Chronic Obstructive Pulmonary Disease », Plos One,‎ octobre 2014, p. 9(10): e111597. doi:10.1371/journal.pone.0111597 (lire en ligne)
- Laget et al., « Technical Insights into Highly Sensitive Isolation and Molecular Characterization of Fixed and Live Circulating Tumor Cells for Early Detection of Tumor Invasion », Plos One,‎ janvier 2017, p. 12(1): e0169427. doi:10.137 1/journal.pone .0169427 (lire en ligne)